# Armando Recio
Armando Recio (* 28. Oktober 1927 in Santo Domingo) ist ein dominikanischer Sänger (Tenor).

## Leben und Wirken
Recios Laufbahn war mit dem Sender La Voz Dominicana verbunden, an dessen ersten Probesendungen er sich bereits 1952 beteiligte. Er sang dort nicht nur Bolreos von Bullumba Landestoy und neapolitanische Lieder wie Torna a Sorrento, sondern trat auch als Opernsänger auf, so 1957 als Gaston in Verdis La traviata. In Venezuela sang er später Opern am Teatro Teresa Carreño in Caracas. Mit dem Súper Orquesta San José unter Leitung von Avelino Muñoz nahm er am Konzert zur Eröffnung des panamaischen Senders Canal 4 teil.
Differenzen mit dem Trujillo-Regime zwangen ihn, nach Puerto Rico zu gehen. Dort entstand 1958 beim Label Riney eine LP mit Stücken dominikanischer Komponisten wie Juan Lockwards Sueño de amor, Orchesterarrangements von Bienvenido Bustamante López, Babín Echavarrías Mentidos labios und Jimmy McFarlanes Para que me recuerde.
1968 veröffentlichte das Label Zuny eine Sammlung von Aufnahmen von Voz Dominicana, die u. a. Mi gloria von Luis Kalaff, Siempre mía und Solamente tú von Babín Echavarría, Dueña de mi von Papa Molina, zwei Stücke von Gonzalo Curiel und Jamás von Gabriel Ruiz enthielt. Zu seinem Repertoire zählten zudem Kompositionen von Tony Vicioso, Bienvenido Fabián, Ángel Bussi, Cuto Estévez, Bienvenido Brens, Guaroa Pérez Oviedo und Rafael Gómez.